# Ріденбург
Ріденбург (нім. Riedenburg) — місто в Німеччині, знаходиться в землі Баварія. Підпорядковується адміністративному округу Нижня Баварія. Входить до складу району Кельгайм.
Площа — 100,60 км2. Населення становить 6119 ос. (станом на 31 грудня 2020).